# Rabbinat Hégenheim
Das Rabbinat Hégenheim in Hégenheim, einer französischen Gemeinde im Département Haut-Rhin im Elsass, existierte von 1772 bis 1910. Das Rabbinat gehörte seit 1808 zum Consistoire Wintzenheim bzw. Colmar. 1907 wurde der Rabbinatssitz nach Saint-Louis verlegt.
Das Rabbinat war für die umliegenden jüdischen Gemeinden und von 1805 bis 1866 auch für die Jüdische Gemeinde Basel und einige weitere Schweizer Orte zuständig.

## Angeschlossene Gemeinden
- Jüdische Gemeinde Avenches (bis 1866)
- Jüdische Gemeinde Basel (bis 1866)
- Jüdische Gemeinde Bern (bis 1866)
- Jüdische Gemeinde La-Chaux-de-fonds (bis 1866)
- Jüdische Gemeinde Hégenheim

## Rabbiner
- 1808 bis 1824: Moïse David Ginsburger
- 1827 bis 1828: Pinhas Samuel Hirsch
- 1829 bis 1834: Arnold Aron
- 1834 bis 1884: Moïse Nordmann
- 1898 bis nach 1905: Salomon Schüle